# 石田新太郎

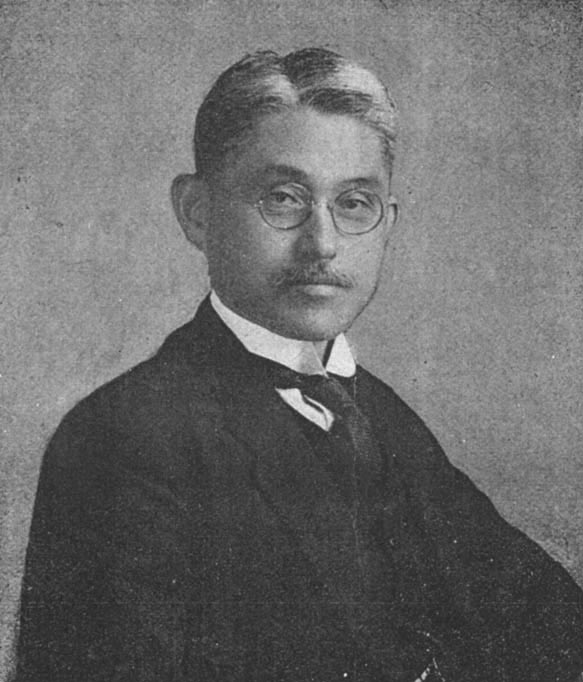
石田新太郎

石田 新太郎（いしだ しんたろう、1870年11月（明治3年11月） - 1927年（昭和2年）1月27日）は、明治・大正期の官僚、大日本帝国外地統治の陸軍教育者、慶應義塾幹事。

## 経歴
福島県田村郡生まれ。中学校を卒業し、明治22年（1889年）上京して国民英学会に入り、明治24年（1891年）1月慶應義塾大学部文学科に入学し、明治26年（1893年）12月卒業。卒業後に上野図書館において独学で教育及び心理の二学を修めて、高等師範学校教授谷本富と論戦を開く。
明治30年（1897年）の春、陸軍士官学校に入り、校長・安東貞美少将の下にて教程編述に参与し、幾ばくもなく寺内正毅少将の幕僚として策をたすける。のちに東京陸軍幼年学校の教頭となるが辞職、明治32年の秋に広島陸軍幼年学校に赴任。明治34年（1901年）、田中敬一にしたがい台湾総督府国語学校教頭となる。明治44年（1911年）に朝鮮総督府視学官。のちに鎌田栄吉塾長を支え、慶應義塾大学の理事に就任した。